# Ломец
Ломец (болг. Ломец) — село в Болгарии. Находится в Ловечской области, входит в общину Троян. Население составляет 280 человек.

## Политическая ситуация
В местном кметстве Ломец, в состав которого входит Ломец, должность кмета (старосты) исполняет Минко  Пенчев Маринов (Национальное движение «Симеон Второй» (НДСВ)) по результатам выборов правления кметства.
Кмет (мэр) общины Троян — Минко Цочев Акимов (Граждане за европейское развитие Болгарии (ГЕРБ)) по результатам выборов в правление общины.